# Tillandsia 'Gympie'
Tillandsia 'Gympie' es un  cultivar híbrido del género Tillandsia perteneciente a la familia  Bromeliaceae.
Es un híbrido creado en el año 1983 con las especies Tillandsia streptophylla × Tillandsia flabellata.